# Johann Heinrich von Dannecker
Johann Heinrich von Dannecker (Stuttgart, 16 de outubro de 1758 – Stuttgart, 8 de dezembro de 1841) foi um escultor alemão.